# Blown Away - Follia esplosiva
Blown Away - Follia esplosiva (Blown Away) è un film del 1994 diretto da Stephen Hopkins con Jeff Bridges e Tommy Lee Jones.

## Trama
Belfast: il gruppo di Ryan Gaerity, un esaltato terrorista, piazza alcuni ordigni per un attentato. Accorgendosi che vi erano parecchi civili innocenti che rischiavano di morire, Liam uno dei membri, interviene cercando di sventare il massacro. Nella lotta l'ordigno causa la morte del gruppo, in particolare della sorella di Ryan, fidanzata di Liam. In seguito, Ryan viene catturato mentre Liam fugge in America cambiando il suo nome in James "Jimmy". 
Vent'anni dopo, Ryan fugge dal carcere. Jimmy è un agente della squadra artificieri di Boston, fidanzato con la violinista Kate. Durante la festa di compleanno di Lizzy figlia di Kate dal primo matrimonio, nel giorno libero, Jimmy viene richiamato in servizio per una bomba dentro un PC in una scuola, prendendo in mano la situazione riesce a salvare la ragazza in pericolo e per questo viene elogiato in televisione. Tra i telespettatori c'è anche Ryan che, riconoscendo l'antico amico-traditore, inizia una lotta senza quartiere contro Liam.
Ryan piazza una prima bomba sotto un ponte, dove l'artificiere che cerca di farla detonare a distanza, sparandole con un fucile, muore investito dall'onda d'urto, che rimbalza contro le pareti. Analizzando la scena James capisce che l'obiettivo della bomba era proprio chi avrebbe cercato di neutralizzarla e che quindi si tratta di un attacco verso la squadra degli artificieri, chiede quindi di essere reintegrato, dopo che aveva chiesto di ritirarsi dalla squadra.
Un secondo ordigno, piazzato all'interno del robot artificiere in uso alla squadra, uccide altri due colleghi di James, Rita e Cortez. James si accorge della trappola, ma non riesce a salvare i colleghi, capendo chi c'è dietro gli attentati.
L'attacco verso la squadra continua con il neo-arrivato Anthony, mentre si trova a casa, indossa delle cuffie per ascoltare la musica e si accorge di aver innescato la carica esplosiva. Riesce a chiamare James e insieme a disattivare il doppio congegno esplosivo.
Ryan uccide il cane di Jimmy, l'uomo racconta il suo segreto a Kate e le chiede di lasciare la città con Lizzy, in quanto saranno le prossime.
Max (zio di James) riesce a rintracciare Ryan in un pub in cui si ritrovano gli irlandesi, ma quando tenta di avvertire Jimmy chiamandolo dal telefono nel bagno, viene scoperto dal dinamitardo che lo aggredisce e lo rapisce. Viene ritrovato da James, collegato ad un ordigno con detonatore a movimento e a tempo. Quando il poliziotto torna alla sua moto per prendere gli attrezzi necessari Max si alza in piedi attivando la bomba ed esplodendo, ma risparmiando così la vita al nipote, poiché aveva capito che non sarebbe stato possibile disattivare la bomba nel breve tempo rimasto.
Jimmy cade in depressione, ma Kate   riesce a farlo rinsavire.
La sfera del sistema di detonazione (decorata con un delfino) ritrovata da James gli lascia intuire che il rifugio del dinamitardo è proprio una vecchia nave, "The Dolphin", arenata in una vecchia zona del porto. James lo rintraccia mentre fervono i preparativi della festa nazionale, ma Ryan ha riempito il motore della nave con carburante e cristalli di nitrato e disseminato l'imbarcazione di fusti di benzina e candelotti esplosivi e aziona il detonatore della nave dopo aver attivato a distanza il detonatore della bomba posta precedentemente nell'auto di Kate, che suona ad un concerto: ne nasce una colluttazione tra i due, che si risolve con l'arrivo di Anthony, che porta in salvo James mentre la nave esplode con Ryan all'interno.
James corre da Kate e Lizzy, che salendo in macchina hanno attivato l'ultima bomba e dopo un breve inseguimento riesce a disattivarla e a salvarle. Rimane il problema del passato e della vera identità di James, che se venissero scoperti ufficialmente porterebbero alla sua incriminazione, ma Anthony, il primo a scoprire tutto, si assume il merito dell'operazione, allontanando così dall'amico le inevitabili indagini e mantenendo così celato il suo problematico passato, mentre si allontana con la sua nuova famiglia.

## Curiosità
- Ryan sabota la jeep con una bomba collegata al sistema d'accensione mentre Kate e Lizzy sono alla spiaggia; tuttavia Ryan non attiva subito la bomba, infatti il mezzo viene successivamente usato senza problemi dalla donna per andare a trovare James dopo che Max è morto. La bomba viene attivata da Ryan solo all'inizio della colluttazione con Liam (attraverso il reset di un congegno a distanza che visualizza un contachilometri uguale a quello dell'auto) e la sequenza di esplosione viene innescata solo nella scena finale del film, quando madre e figlia salgono sull'auto per tornare a casa.
- Nel film gli attori Lloyd Bridges e Jeff Bridges, nella vita reale padre e figlio, interpretano le parti di zio e nipote.